# Gerard Brady
Gerard Brady (1er juillet 1936 - 16 mai 2020) est un homme politique irlandais du Fianna Fáil qui est ministre de l'Éducation d'octobre à décembre 1982.

## Biographie
Brady est né à Dublin en 1936. Il fait ses études au St. Mary's College de Rathmines et plus tard au Collège des sciences et technologies et au Collège de pharmacie de la ville. Après avoir obtenu son diplôme, il travaille comme ophtalmologiste. Il commence sa carrière politique au niveau local lorsqu'il est élu au conseil municipal de Dublin en 1974. Aux élections générales de 1977, il est élu au Dáil Éireann dès sa première tentative, succédant à son père Philip Brady en tant que député Fianna Fáil pour la circonscription de Dublin Rathmines West. Il représente Dublin Sud-Est à partir de 1981.
Il est nommé ministre d'État au ministère de l'Environnement par Charles Haughey en mars 1982. À la suite de la démission de Martin O'Donoghue du poste de ministre de l'Éducation le 6 octobre de la même année, Haughey est ministre par intérim pendant trois semaines avant de nommer Brady à ce poste le 27 octobre. Moins d'un mois plus tard, le Fianna Fáil perd les élections générales de novembre 1982 et Gemma Hussey devient la nouvelle ministre de l'Éducation le 14 décembre. Le mandat de Brady au Cabinet est l'un des plus courts de l'histoire. Il est reconduit dans ses fonctions sur les bancs de l'opposition mais n'obtient aucun poste ministériel lorsque le parti revient au pouvoir en 1987, ni en 1989. Il perd son siège aux élections générales de 1992 au profit de son collègue du parti Eoin Ryan et se retire ensuite de la vie politique.
Brady est décédé le 16 mai 2020 à Donnybrook, Dublin, à l'âge de 82 ans.